# Thomas Beelen
Thomas Beelen (Harderwijk, 11 juni 2001) is een Nederlands voetballer die als centrale verdediger speelt. Hij maakte in de zomer van 2023 de overstap van PEC Zwolle naar Feyenoord.

## Carrière

### Jeugd
Thomas begon in 2005 met voetballen bij VV Hierden en viel al snel op bij verschillende profclubs. In 2011 maakte hij de overstap naar FC Twente waar hij in 2016 stopte omdat FC Twente had besloten om het vervoer van jeugdspelers niet meer zelf te doen maar via het openbaar vervoer, wat een reistijd van vijf uur per dag zou betekenen. 

### PEC Zwolle
Via een jaar bij VVOG ging hij in 2017 naar de jeugdopleiding van PEC Zwolle. In de voorbereiding op het seizoen 2021/22 trainde hij een aantal keer mee met de hoofdmacht van de Zwolse club. Op 3 april 2022 sloot hij voor het eerst aan bij een officiële wedstrijdselectie, twee weken later in de uitwedstrijd tegen RKC Waalwijk maakte hij zijn debuut door in de 87e minuut Gervane Kastaneer te vervangen. Dat seizoen speelde Beelen drie wedstrijden, maar degradeerde PEC uit de Eredivisie. Op 8 juni tekende hij zijn eerste professionele contract. Hij werd voor een seizoen vastgelegd met een optie voor een tweede seizoen. Drie maanden later tekende hij een nieuw contract tot 2025. 
Een niveautje lager was Beelen basisspeler onder trainer Dick Schreuder, die met een vijfmansverdediging opereerde. Op 3 maart 2023 scoorde Beelen tegen FC Den Bosch zijn eerste doelpunt voor de club in een historische 13-0 overwinning. Daarmee evenaarde de club de grootste overwinning in het Nederlandse profvoetbal (samen met Ajax-VVV Venlo, ook 13-0). Dat seizoen eindigde PEC als tweede in de competitie, waardoor het automatische promotie terug naar de Eredivisie afdwong. Daarin was Beelen heel belangrijk geweest met dertig competitiewedstrijden.

### Feyenoord
In de zomer van 2023 tekende Beelen een contract voor vier seizoenen tot de zomer van 2027 bij Feyenoord. Daar maakte hij op 13 augustus tegen Fortuna Sittard zijn debuut in de competitie. Na de winterstop was hij definitief basisspeler van Feyenoord en had hij Gernot Trauner gepasseerd in de pikorde. Hij stond op 21 april 2024 in de basis van de finale van de KNVB Beker tegen N.E.C., dat met 1-0 verslagen werd. Vier maanden later won Beelen ook zijn tweede prijs met Feyenoord door in de Johan Cruijff Schaal PSV na strafschoppen te verslaan. 

## Clubstatistieken
| Seizoen                        | Club            | Competitie      | Competitie | Competitie | Beker | Beker | Internationaal | Internationaal | Totaal | Totaal |
| Seizoen                        | Club            | Competitie      | Wed.       | Dlp.       | Wed.  | Dlp.  | Wed.           | Dlp.           | Wed.   | Dlp.   |
| ------------------------------ | --------------- | --------------- | ---------- | ---------- | ----- | ----- | -------------- | -------------- | ------ | ------ |
| 2021/22                        | PEC Zwolle      | Eredivisie      | 3          | 0          | 0     | 0     | –              | –              | 3      | 0      |
| 2022/23                        | PEC Zwolle      | Eerste divisie  | 30         | 1          | 0     | 0     | –              | –              | 30     | 1      |
| 2023/24                        | Feyenoord       | Eredivisie      | 20         | 0          | 3     | 0     | 3              | 0              | 26     | 0      |
| 2024/25                        | Feyenoord       | Eredivisie      | 1          | 0          | 1     | 0     | 0              | 0              | 2      | 0      |
| Carrière totaal                | Carrière totaal | Carrière totaal | 54         | 1          | 4     | 0     | 3              | 0              | 61     | 1      |
| Bijgewerkt op 21 augustus 2024 |                 |                 |            |            |       |       |                |                |        |        |

## Erelijst
| KNVB Beker           | 1x | 2023/24 |
| Johan Cruijff Schaal | 1x | 2024    |